# Stadium Alphaville
Stadium Alphaville est un gratte-ciel de 110 mètres de hauteur construit à Barueri dans la banlieue de São Paulo au Brésil de 1999 à 2002.
Il abrite des bureaux, des Logements, et un hôtel sur 28 étages.
L'immeuble a la forme d'un arc de cercle.
La conception et la construction de l'immeuble ont coûté 14,3 millions de $.